# T18 Boarhound
Le T18 Boarhound est une automitrailleuse américaine produite en petite quantité pour l'armée de terre britannique durant la Seconde Guerre mondiale (30 exemplaires environ).

## Histoire
En juillet 1941, le Corps du génie de l'armée américaine publia des caractéristiques pour une automitrailleuse lourde destinée aux Britanniques (ainsi que pour une automitrailleuse standard, qui débouchèrent sur la T17E1 Staghound). Le prototype fut construit en 1942 par Yellow Coach Company. C'était un grand véhicule à huit roues motrices et aux quatre roues avant directrices. Son épais blindage portait son poids à 26 tonnes, à peu près le poids d'un char moyen de l'époque. Il était armé d'un canon antichar M3 de 37 mm (le même que le Char M3 Lee) dans une tourelle, avec une mitrailleuse coaxiale de calibre .30 et une autre à l'avant de la caisse. À cette date, il était évident que les performances antichar du canon de 37 mm étaient insuffisantes et pour la version de production, le T18E2, celui-ci fut remplacé par le 57 mm Gun M1, la variante américaine du canon britannique Ordnance QF 6 pounder. Le T18 fut nommé par les Britanniques Boarhound, littéralement « chien de chasse au sanglier ».
L'armée de terre des États-Unis n'avait manifesté aucun intérêt pour le véhicule. L'armée de terre britannique en commanda 2 500, mais les coûts de production élevés et la mauvaise coopération firent annuler la commande après livraison de seulement 30 exemplaires. Ceux-ci ne furent jamais utilisés au combat.
Le seul exemplaire survivant est exposé au Musée des blindés de Bovington, dans le Dorset.

## Variantes
- T18 - version originale avec canon M3 de 37 mm.
- T18E1 - version à six roues - annulée.
- T18E2 - version avec canon M1 de 57 mm.

### Données techniques
|                               | T18E2 |
| Longueur (m)                  | 6,25  |
| Largeur (m)                   | 3,07  |
| Hauteur (m)                   | 2,62  |
| Garde au sol                  | 0,34  |
| Masse à vide (kg)             | 22226 |
| Masse en ordre de combat (kg) | 24040 |

|                                        | T18E2                                   |
| Motorisation                           | 2 GMC 329 6 cylindres en ligne          |
| Puissance                              | 250 hp à 3000 t/m                       |
| Puissance massique (hp/t)              | 9,4                                     |
| Type de carburant                      | essence 74 octane                       |
| Contenance des réservoirs de carburant | 341 (interne) 189 (externe) 530 (total) |
| Vitesse maximale (km/h)                | 80                                      |
| Autonomie (km)                         | 483                                     |
| Franchissement hauteur (m)             | 0,53                                    |
| Franchissement largeur (m)             | 0,46                                    |
| Franchissement profondeur (m)          | 1,02                                    |
| Franchissement pente                   | 60%                                     |

|                     | T18E2                |
| Caisse avant haut   | 50,8 mm à 15°        |
| Caisse avant milieu | 31,8 à 18-75°        |
| Caisse avant bas    | 25,4-50,8 mm à 0-18° |
| Caisse côtés        | 31,8 mm à 0°         |
| Caisse arrière      | 25,4 mm à 0°         |
| Caisse toit         | 12,7-19,1 mm à 90°   |
| Plancher            | 9,5 mm à 90°         |
| Tourelle avant      | 38,1 mm à 23°        |
| Mantelet            | 50,8 mm à 0-45°      |
| Tourelle côtés      | 31,8 mm à 23°        |
| Tourelle arrière    | 31,8 mm à 10°        |
| Tourelle toit       | 19,1 mm à 90°        |

|                                   | T18E2                                                                                     |
| Armement principal                | 1 canon Mark III de 57 mm avec monture T63 en tourelle                                    |
| Traverse armement principal       | 360° (hydraulique/manuel)                                                                 |
| Élévation armement principal      | +60° à -10°                                                                               |
| Cadence de tir armement principal | 30 coups par minute                                                                       |
| Conduite de tir                   | périscope M4 et télescope M57                                                             |
| Munitions armement principal      | 64 obus                                                                                   |
| Armement secondaire 1             | 1 mitrailleuse M1919A4 coaxiale                                                           |
| Armement secondaire 2             | 1 mitrailleuse M1919A4 en proue                                                           |
| Munitions armement secondaire     | 5000 cartouches de 7,62 mm                                                                |
| Autre armement                    | 1 lance-bombes fumigènes M3 (14 bombes), 1 mitraillette Thompson M1928A1 (480 cartouches) |
| Radio                             | Number 19                                                                                 |